# Elbit Hermes 900
Elbit Hermes 900 (hebr. הרמס 900) – izraelski, bezzałogowy aparat latający (UAV - Unmanned Aerial Vehicle), będący rozwinięciem Hermesa 450.
Hermes 900 po raz pierwszy został pokazany szerokiej publiczności podczas Międzynarodowego Salonu Lotniczego w Paryżu w 2007 roku. Aparat jest zmodernizowaną wersją poprzedniej konstrukcji firmy Elbit, Hermesa 450. Hermes 900 jest przystosowany do wykonywania całkowicie autonomicznych startów i lądowań nawet w przygodnym terenie (system IATOL - Internal Auto Takeoff and Landing), posiada trójgoleniowe, chowane podwozie z przednim podparciem. Koło przednie składane jest do tyłu do wnęki w kadłubie, podwozie główne do wnęk w skrzydłach. Hermes 900 jest średniopłatem z silnikiem umieszczonym z tyłu kadłuba, napędzającym dwułopatowe śmigło pchające i motylkowym usterzeniu ogonowym. Samolot wyposażony jest w radiostację umożliwiającą połączenie ze służbami kontroli ruchu lotniczego, przekaźnik radiowy i transponder identyfikacyjny swój - obcy (IFF). Pod dziobową częścią kadłuba umieszczona jest głowica optoelektroniczna z laserowym wskaźnikiem celów i dalmierzem. Hermes 900 posiada również radar z syntetyczną aperturą, system rozpoznania sygnałów telekomunikacyjnych i elektronicznych oraz system śledzenia celów ruchomych. Naziemne stanowisko kontroli lotu Hermesa umożliwia kierowanie lotem dwóch aparatów jednocześnie. Oblot aparatu o numerze seryjnym 001 i rejestracji 4X-USN odbył się 9 grudnia 2009 roku.